# Herzog von Rohan
Der Titel Herzog von Rohan oder Fürst (von) Rohan wurde mehrmals vergeben:
- 1603 als Duc de Rohan an Henri II. de Rohan (der Titel wird heute von der Familie Rohan-Chabot geführt)
- 1714 als Duc de Rohan-Rohan an Hercule Mériadec de Rohan-Soubise (Linie ausgestorben 1787), um innerhalb des Hauses Rohan einen entsprechenden Herzogstitel zu haben
- 1808 als böhmischer Fürst von Rohan-Guéméné an Henri Louis Marie de Rohan und als Fürst von Rohan an dessen Sohn Charles Alain Gabriel de Rohan, nachdem die Familie aus Frankreich emigriert war
- 1830 als österreichischer Fürst von Rohan-Guéméné an Louis Victor Mériadec de Rohan
- 1846 als Fürst Rohan an Camille Philippe Joseph Ildesbald de Rohan, Louis Victor Mériadecs Adoptivsohn

## Herzöge von Rohan (seit 1603)
- Henri II. de Rohan (1579–1638), Vicomte de Rohan, 1603 Duc de Rohan
- Marguerite de Rohan (1616/17–1684) 1639 Duchesse de Rohan et de Frontenay, 4. Princesse de Léon, Princesse de Soubise, Comtesse de Porhoet etc. ; ⚭
- Henri Chabot (1616–1655), 1648 Duc de Rohan
- Louis de Rohan-Chabot (1652–1727), deren Sohn, 1655 2. Duc de Rohan, 5. Prince de Léon etc.
- Louis II. Bretagne Alain de Rohan-Chabot (1679–1738), dessen Sohn, 3. Duc de Rohan, 6. Prince de Léon
- Louis Marie Bretagne Dominique de Rohan-Chabot (1710–1791), dessen Sohn, 1738 4. Duc de Rohan, 3. Duc de Roquelaure et de Lude, 7. Prince de Léon etc.
  - Guy-Auguste de Rohan-Chabot (1683–1760), Bruder von Louis Bretagne Alain, Comte de Maillé-Seizploue
- Louis Antoine Auguste de Rohan-Chabot (1733–1807), dessen Sohn, 1775 Duc de Chabot, 1791 5. Duc de Rohan, 8. Prince de Léon
- Alexandre Louis Auguste de Rohan-Chabot (1761–1816), dessen Sohn, 1807 6. Duc de Rohan, 9. Prince de Léon
- Louis François Auguste de Rohan-Chabot (1788–1833), dessen Sohn, 1816 7. Duc de Rohan, 10. Prince de Léon, Erzbischof von Besançon, Kardinal
- Anne Louis Fernand de Rohan-Chabot (1789–1869), dessen Bruder, 1833 8. Duc de Rohan, 11. Prince de Léon
- Charles Louis Josselin de Rohan-Chabot (1819–1893), dessen Sohn, 1869 9. Duc de Rohan, 12. Prince de Léon
- Alain Charles Louis de Rohan-Chabot (1844–1914), dessen Sohn, 10. Duc de Rohan, 13. Prince de Léon
- Josselin Charles Marie Joseph Gabriel Henri de Rohan-Chabot (1879–1916), dessen Sohn, 11. Duc de Rohan, 14. Prince de Léon
- Alain Louis Auguste Marie de Rohan-Chabot (1913–1966), dessen Sohn, 12. Duc de Rohan, 15. Prince de Léon
- Josselin Charles Louis Jean Marie de Rohan-Chabot (* 1938), dessen Sohn, 13. Duc de Rohan, 16. Prince de Léon

## Herzöge von Rohan-Rohan (1714–1787)
- Louis de Rohan (1666–1689), genannt Prince de Rohan, Sohn von Francois de Rohan, 1. Prince de Soubise
- Hercule Mériadec de Rohan-Soubise (1669–1749) dessen Bruder, genannt Prince de Rohan, 1712 2. Prince de Soubise, Prince de Maubuisson etc., 1714 französischer Duc de Rohan-Rohan
  - Jules François Louis de Rohan (1697–1724), dessen Sohn, 3. Prince de Soubise
- Charles de Rohan (1715–1787), dessen Sohn, 1717 Duc de Ventadour, 1724, 9. Prince d’Épinoy, 1749 2. Duc de Rohan-Rohan, 4. Prince de Soubise, Marschall von Frankreich
  - Victoire Armande Josèphe de Rohan (1743–1807), dessen Tochter, Princesse de Maubuisson

## Fürsten von Rohan-Guéméné und Fürsten von Rohan (1808–1846)
- Henri Louis Marie de Rohan (1745–1808), 9. Prince de Guéméné, 1800 8. Duc de Montbazon, 1808 böhmischer Fürst von Rohan-Guéméné
- Charles Alain Gabriel de Rohan (1764–1836), dessen Sohn, 1808 Fürst von Rohan, 10. Prince de Guéméné, 9. Duc de Montbazon, 1816 Duc de Bouillon
- Louis Victor Mériadec de Rohan (1766–1846), dessen Bruder, 1830 österreichischer Fürst von Rohan-Guéméné, 1836 10. Duc de Montbazon, Duc de Bouillon, 11. Prince de Guéméné etc.

## Fürsten Rohan (seit 1846)
- Charles Louis Gaspard de Rohan (1765–1843), Prince de Rochefort et de Montauban, genannt „Vicomte de Rohan“
- Camille Philippe Joseph Ildesbald de Rohan (1800–1892), dessen Sohn, 1833 von Louis Victor Mériadec de Rohan (siehe oben) adoptiert und österreichischer Fürstenstand, 1846 Fürst Rohan, 11. Duc de Montbazon, Duc de Bouillon, 12. Prince de Guéméné, Prince de Rochefort et de Montauban
  - Arthur de Rohan (1826–1885), dessen Sohn
- Alain Benjamin Arthur de Rohan (1853–1914), dessen Sohn, 1892 Fürst Rohan, 12. Duc de Montbazon, Duc de Bouillon, 13. Prince de Guéméné, Prince de Rochefort et de Montauban
- Alain Anton Joseph Adolf Ignaz Maria de Rohan (1893–1976), dessen Sohn, 1914 Fürst Rohan, 13. Duc de Montbazon, Duc de Bouillon, 14. Prince de Guéméné, Prince de Rochefort et de Montauban
  - Karl Anton de Rohan (1898–1975), dessen Bruder
- Karl-Alain Albert Maria de Rohan (1934–2008), dessen Sohn, 1976 Fürst Rohan etc.
- Albert de Rohan (1936–2019), sein Bruder, Fürst von Rohan etc.
- Charles de Rohan (* 1954), aus einem jüngeren Zweig, Fürst von Rohan etc.